# Kolumbia (rzeka)
Kolumbia (ang. Columbia River, fr. Fleuve Columbia) – rzeka w Ameryce Północnej, trzecia co do długości (po rzekach Jukon i Kolorado) rzeka Ameryki Północnej wpadająca do Pacyfiku. Źródło w kanadyjskich Górach Skalistych w Kolumbii Brytyjskiej. Płynie przez Kanadę i USA. Długość blisko 2000 km, z czego 801 km w Kanadzie. Wpada do Pacyfiku w Astoria w stanie Oregon. Powierzchnia dorzecza wynosi 415 211 km².

## Geografia

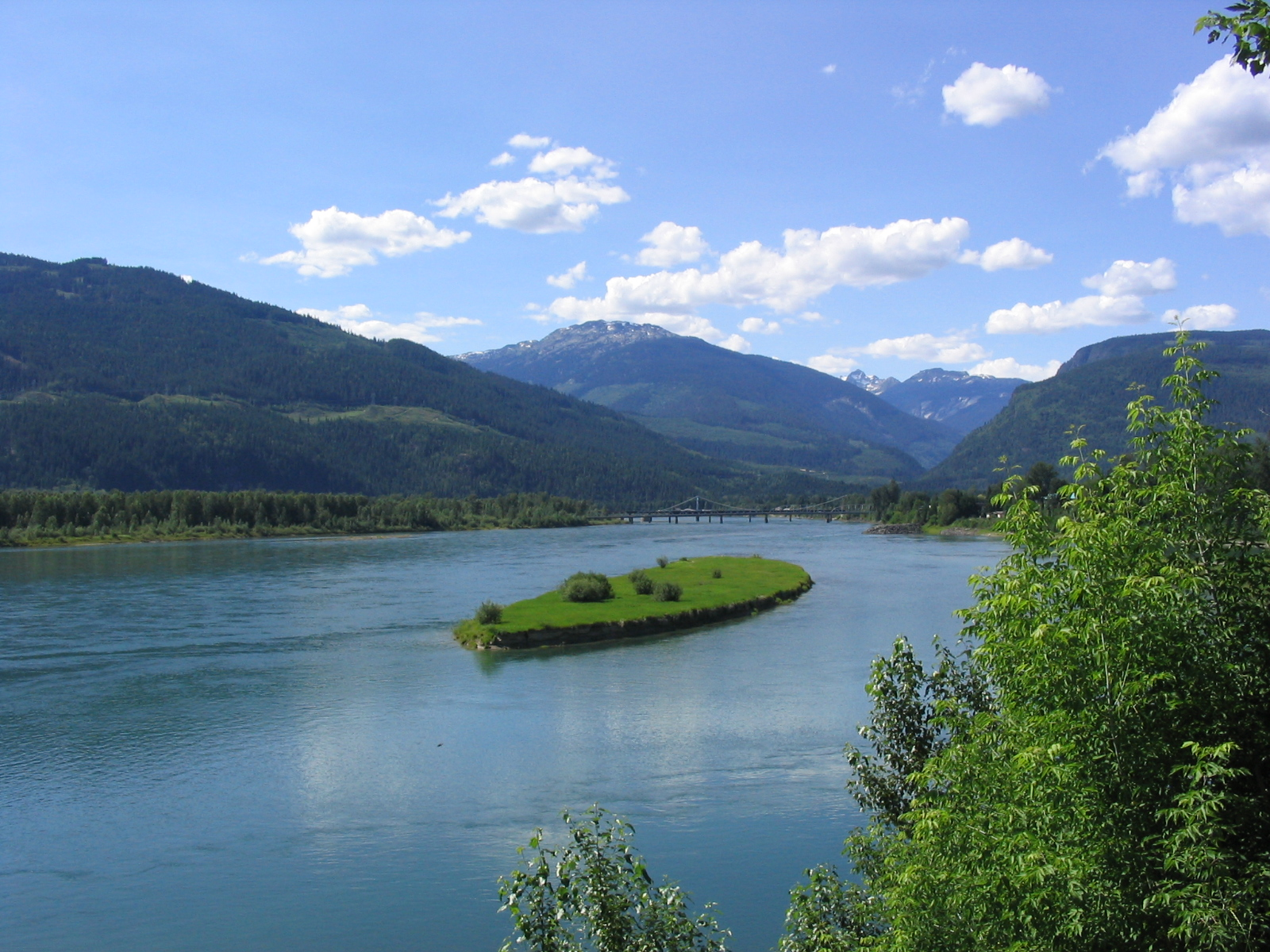
Kolumbia w Kolumbii Brytyjskiej w okolicach Revelstoke

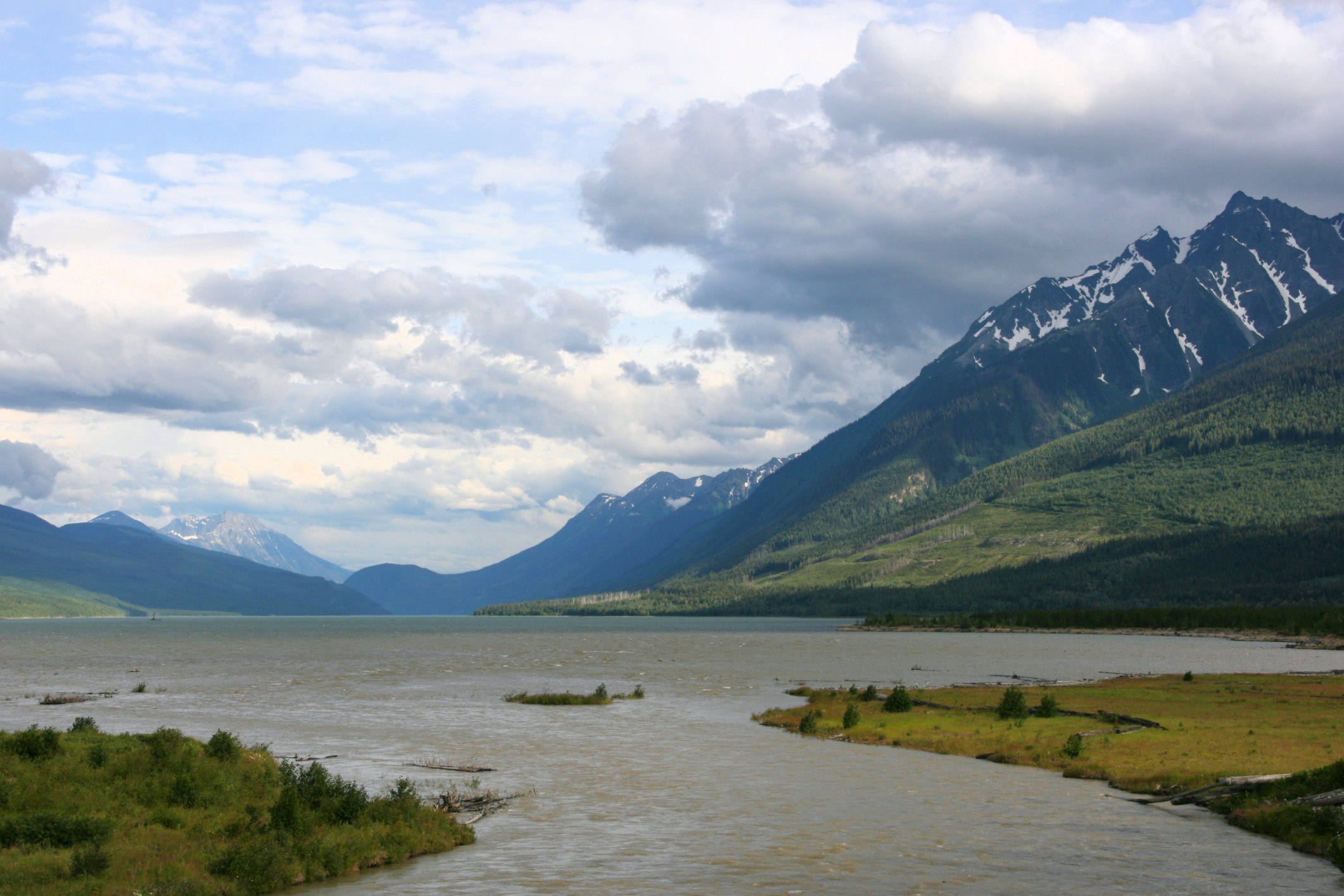
Jezioro Kinbasket, zbiornik retencyjny na rzece Kolumbia

Źródła rzeki Kolumbia znajdują się kanadyjskiej Kolumbii Brytyjskiej. Rzeka wypływa z Jeziora Kolumbia, położonego w Górach Skalistych. Następnie Kolumbia przepływa przez następujące jeziora: Windermere, Kinbasket, Revelstoke i Arrow oraz miasta: Invermere i Golden. Pierwsze 320 km rzeka płynie w kierunku północno-zachodnim, następnie skręca ku południu.
Po przekroczeniu granicy kanadyjsko-amerykańskiej Kolumbia przepływa przez środkową część stanu Waszyngton. Na odcinku ostatnich 480 km Kolumbia wyznacza granicę między stanami Oregon i Waszyngton. 
Następnie Kolumbia przepływa w kierunku południowym przez Wyżynę Kolumbii. Kolumbia przecina strefę wojskową Hanford Nuclear Reservation. Następnym dopływem Kolumbii jest rzeka Snake. Po połączeniu z rzeką Snake Kolumbia skręca ostro na zachód i przejmuje rolę granic stanów Oregon i Waszyngton.
W okolicach miasta Hood River rzeka zaczyna przepływać przez Góry Kaskadowe, tworząc następnie wąwóz Columbia River Gorge. Dzięki dogodnym wiatrom (od 25 do 55 km/h) w hrabstwie Hood River istnieją warunki do uprawiania windsurfingu. Na dopływach Kolumbii w Columbia River Gorge tworzą się widowiskowe wodospady, widoczne z drogi turystycznej wiodącej dnem kanionu (ang. Columbia Gorge Scenic Highway). Do najbardziej znanych należą Coopey Falls, Bridal Veil Falls, Latourell Falls, Horsetail Falls, Mist Falls i Multnomah Falls.
Rzeka uchodzi do Oceanu Spokojnego w miejscowościach: Ilwaco (stan Waszyngton) i Astoria (stan Oregon).
Kolumbia jest rzeką nieposiadającą delty. Na zachód od zespołu miejskiego Portlandu rzeka łączy się z ostatnim dopływem – Willamette. Kilka kilometrów dalej rzeka tworzy ostry łuk, i tam osadza się większość osadu, który powinien tworzyć deltę.

### Główne dopływy
- Kootenay
- Pend Oreille
- Yakima
- Snake
- John Day
- Klickitat
- Deschutes
- Willamette

## Historia

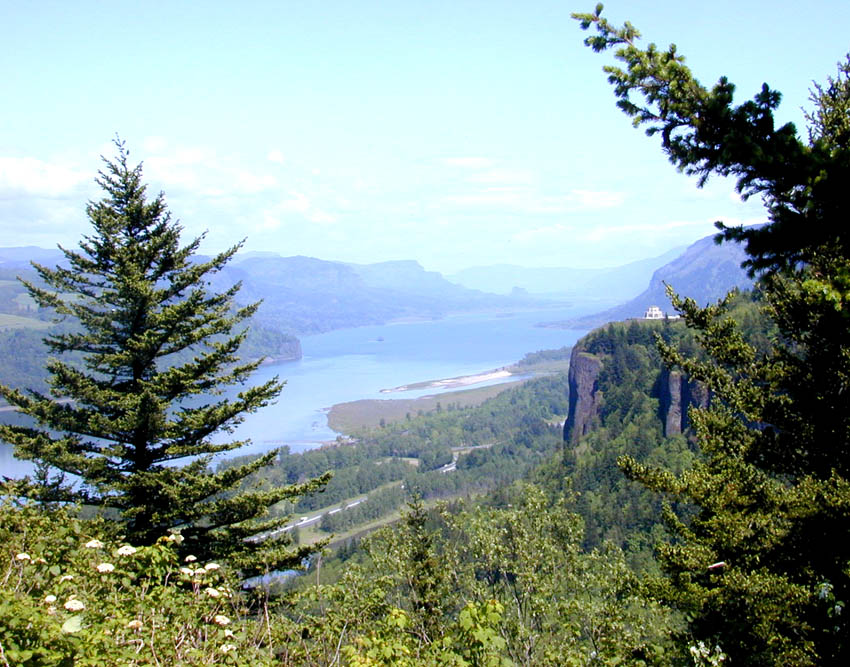
Krajobraz nad rzeką Kolumbia

11 maja 1792 roku kapitan Robert Gray był pierwszym białym człowiekiem który widział ujście Kolumbii. Był on kupcem, który pływał po północno-wschodniej części oceanu Spokojnego w poszukiwaniu handlarzy futer. Nazwę Kolumbia wziął od nazwy statku, na którym płynął. Do dorzecza Kolumbii, jako części stanu Oregon, rościły pretensje takie kraje jak USA, Rosja, Wielka Brytania czy Hiszpania.
Pierwotną nazwą rzeki był Ouragon, nadany przez miejscowych Indian. Rzeka stanowiła dla tutejszych Indian miejsce święte. Ekspedycja Lewisa i Clarka przyczyniła się do zbadania dorzecza Kolumbii, i do rozpoczęcia osiedlania się osadników z zachodnich stanów.
W 1825 dr John McLoughlin z Kompanii Zatoki Hudsona założył Fort Vancouver (obecnie Vancouver w stanie Waszyngton), który w niedługim czasie stał się głównym ośrodkiem handlu futrami regionu. Liczne statki przypływały tu nawet z Londynu, aby wymienić futra za inne dobra. Wpływy handlowe kupców z Fortu Vancouver sięgały więc w niedługim czasie od Alaski, aż po Kalifornię i od Gór Skalistych do Hawajów.

## Elektrownie i tamy

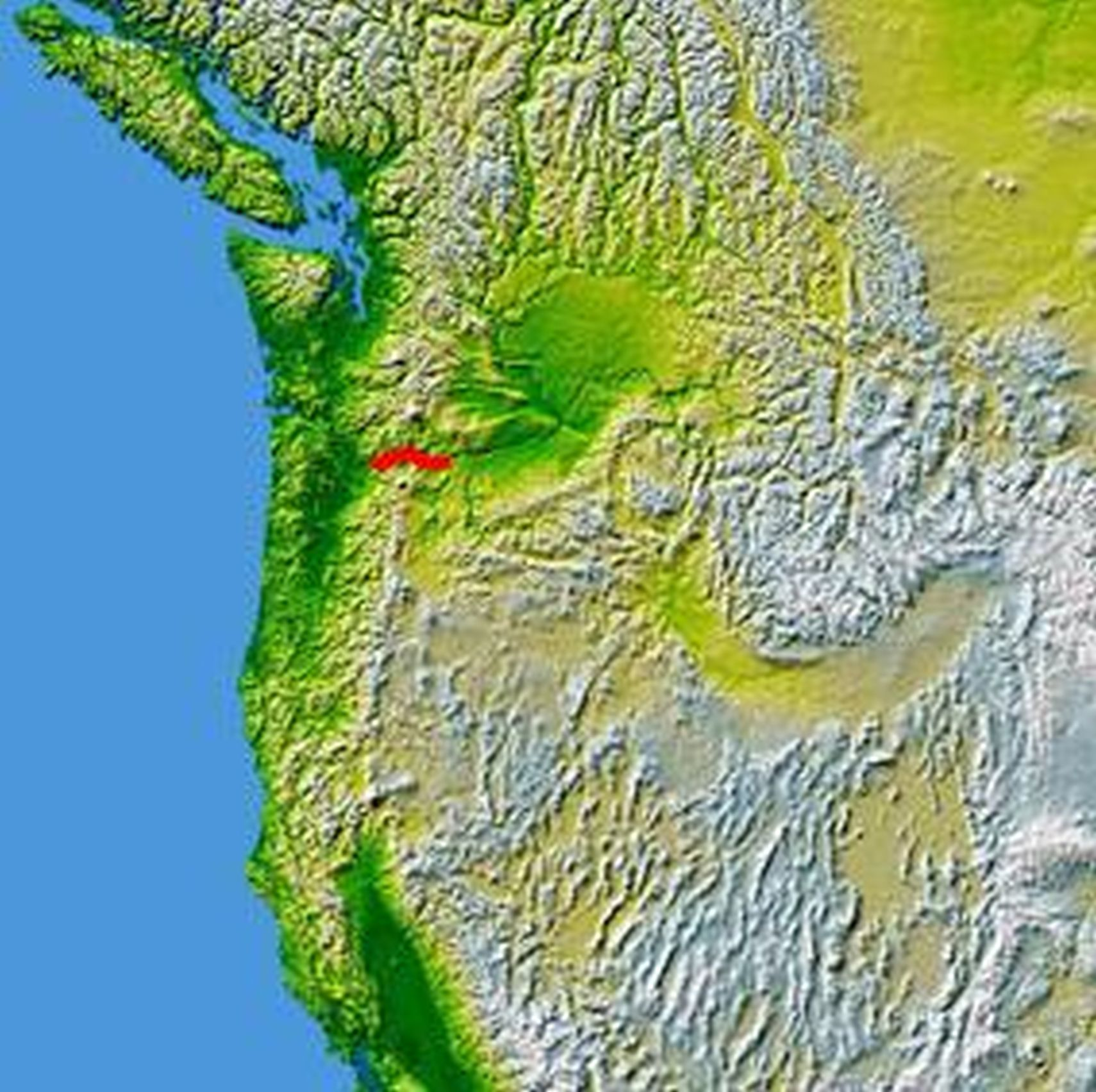
Zdjęcie satelitarne dorzecza Kolumbii

W 1960 r. Kanada i Stany Zjednoczone zawarły porozumienie w sprawach zagospodarowania wód Kolumbii. Miało to duże znaczenie ze względu na potencjał energetyczny rzeki, wykorzystywany w licznych elektrowniach wodnych.
Prawie połowa energii elektrycznej produkowanej w amerykańskich hydroelektrowniach przypada na rzekę Kolumbia. Zbudowano tu 150 hydroelektrowni, w tym dwie największe w kraju: Grand Coulee i Chief Joseph. Tama w elektrowni Grand Coulee jest trzecią pod względem wielkości tamą na świecie. Oprócz produkcji energii elektrycznej tamy dają bezpieczeństwo powstrzymania powodzi.
Dzięki wybudowaniu licznych tam suche niegdyś obszary wschodniej części stanu Waszyngton zostały nawodnione. Woda z rzeki nawadnia około 500 000 akrów (2 000 km²) ziemi. Niegdyś we wschodniej części Waszyngtonu można było uprawiać sucholubne gatunki pszenicy, a dziś uprawia się także jabłonie, ziemniaki, pszenicę, buraki cukrowe, kukurydzę i inne rośliny.
Obecność tam, mimo sztucznego nawadniania i produkcji energii elektrycznej, znacząco zmienia krajobraz i ekosystem. Obecność tam w połączeniu z dużą ilością połowów ryb spowodowała gwałtowny spadek ich liczebności. W wielu miejscach zainstalowano specjalne przepławki, mające pomóc rybom dotrzeć do miejsc składania ikry (tarlisk). Nad prawidłowym przebiegiem wszystkich mechanizmów czuwa Bonneville Power Administration.